# Banket (Simbabwe)
Banket ist eine Kleinstadt mit 9842 Einwohnern (2002) in der Provinz Mashonaland West in Simbabwe.

## Geografie
Die Stadt liegt im Distrikt Zvimba auf etwa 1270 m Höhe. Sie befindet sich etwa auf halber Strecke  zwischen Chinhoyi und dem Great Dyke, der etwa 20 km östlich verläuft.

## Wirtschaft
Landwirtschaft und Bergbau sind die wichtigsten Einkommensquellen in der Stadt. Durch die Nähe zum Great Dyke gibt es in der Gegend und im Stadtgebiet Mineralien. Diese werden durch illegale Goldsucher teils mitten in der Stadt abgebaut, was zu Problemen führt (2017).

## Infrastruktur
Die Stadt liegt an der Fernstraße A1 und der Bahnlinie von Harare nach Chinhoyi.  In der Stadt befindet sich das Distriktkrankenhaus.
Es gibt immer wieder Probleme mit der Abwasserentsorgung. Diese läuft seit Jahren wöchentlich über und das unbehandelte Abwasser verteilt sich in der Stadt (2021).